# Montanges
Montanges är en kommun i departementet Ain i regionen Auvergne-Rhône-Alpes i östra Frankrike. Kommunen ligger  i kantonen Bellegarde-sur-Valserine som ligger i arrondissementet Nantua. Kommunens areal är 13,7 km². År 2022 hade Montanges 348 invånare.

## Befolkningsutveckling
Antalet invånare i kommunen Montanges
Referens: INSEE